# Brana Bajic
Brana Bajic ist eine bosnische Schauspielerin. Sie wurde vor allem bekannt durch die Rolle der Marta in der britischen Krimiserie The Bletchley Circle, spielte davor aber auch schon in mehreren anderen Produktionen mit. Sie ist mit dem Schauspieler David Threlfall verheiratet und hat mit ihm zwei Kinder.

## Filmografie (Auswahl)
- Die Profis – Die nächste Generation (1999) (TV)
- Schiffbrüchig (2002) (TV)
- The Bill (2003) (TV)
- New Tricks – Die Krimispezialisten (2012) (TV)
- Silent Witness (2013) (TV)
- The Bletchley Circle (2014) (TV)